# Bosznia-Hercegovina a 2006. évi téli olimpiai játékokon
Bosznia-Hercegovina az olaszországi Torinóban megrendezett 2006. évi téli olimpiai játékok egyik részt vevő nemzete volt. Az országot az olimpián 3 sportágban 6 sportoló képviselte, akik érmet nem szereztek.

## Alpesisí
Férfi
| Versenyző        | Versenyszám      | 1. futam | 1. futam | 2. futam | 2. futam | Összesítés | Összesítés |
| Versenyző        | Versenyszám      | Idő      | Hely.    | Idő      | Hely.    | Idő        | Helyezés   |
| ---------------- | ---------------- | -------- | -------- | -------- | -------- | ---------- | ---------- |
| Marko Schafferer | Műlesiklás       | 1:01,11  | 44.      | 56,06    | 32.      | 1:57,17    | 30.        |
| Marko Schafferer | Óriás-műlesiklás | 1:39,28  | 44.      | 1:25,18  | 27.      | 3:04,46    | 37.        |

Női
| Versenyző   | Versenyszám | 1. futam | 1. futam | 2. futam | 2. futam | Összesítés | Összesítés |
| Versenyző   | Versenyszám | Idő      | Hely.    | Idő      | Hely.    | Idő        | Helyezés   |
| ----------- | ----------- | -------- | -------- | -------- | -------- | ---------- | ---------- |
| Mojca Rataj | Műlesiklás  | 45,34    | 29.      | 49,03    | 31.      | 1:34,37    | 31.        |

## Biatlon
Férfi
| Versenyző  | Versenyszám  | Lövőhiba    | Időeredmény | Helyezés |
| ---------- | ------------ | ----------- | ----------- | -------- |
| Miro Ćosić | 10 km sprint | 4 (1+3)     | 32:56,1     | 84.      |
| Miro Ćosić | 20 km egyéni | 7 (1+3+1+2) | 1:08:32,7   | 83.      |

Női
| Versenyző             | Versenyszám   | Lövőhiba    | Időeredmény | Helyezés |
| --------------------- | ------------- | ----------- | ----------- | -------- |
| Aleksandra Vasiljević | 7,5 km sprint | 1 (1+0)     | 28:10,9     | 78.      |
| Aleksandra Vasiljević | 15 km egyéni  | 1 (1+0+0+0) | 1:01:11,8   | 74.      |

## Sífutás
Férfi
| Versenyző        | Versenyszám | Eredmény | Helyezés |
| ---------------- | ----------- | -------- | -------- |
| Bojan Samardžija | 15 km       | 51:28,8  | 89.      |

Női
| Versenyző         | Versenyszám | Eredmény | Helyezés |
| ----------------- | ----------- | -------- | -------- |
| Vedrana Vučićević | 10 km       | 42:45,8  | 70.      |